# コベルコクレーン
コベルコクレーン株式会社（英文名称: Kobelco Cranes Co., Ltd.）は、かつて存在した日本の建設機械メーカー。神戸製鋼グループに属していたが、2016年4月1日に同じグループのコベルコ建機に吸収合併された。

## 沿革
- 2003年11月17日 - コベルコ建機は、米国マニトワック社との間で、米州向けクローラクレーンのOEM供給契約を締結。また、欧州からはオールテレーンクレーンを日本向けにOEM供給を受けることで基本合意[1]。
- 2004年4月1日 - コベルコ建機から分社、神戸製鋼所の完全子会社として設立[2]。
- 2012年2月 - インド、アーンドラ・プラデーシュ州スリシティ工業団地にクローラクレーンの生産工場を新設し商業生産開始[3]。
- 2016年4月1日 - コベルコ建機に吸収合併され解散[4]。

## 製品
- クローラークレーン（ラチスブーム、テレスコピックブーム） - 国内シェア約50%、世界シェア約17%
- ラフテレーンクレーン
- オールテレーンクレーン - 米国GROVE社のモデルをコベルコブランドで販売。
- 基礎工事機械

## 工場拠点
大久保工場
兵庫県明石市大久保町八木740
成都工場
中国四川省成都市成都経済技術開発区南五路666号
インド スリシティ工場（KOBELCO CRANES INDIA PVT. LTD.）
インド共和国、アーンドラ・プラデーシュ州スリシティ工業団地

## 国内販売 / サービス拠点
- 北海道

北海道札幌市白石区本通21丁目南1-67
- 東北

宮城県岩沼市下野郷字新田21
- 関東

神奈川県横浜市鶴見区大黒町2-25
- 東海

愛知県東海市南柴田町八の割138-18
- 北陸

石川県金沢市近岡町773-1
富山県射水市作道264-1
- 近畿

兵庫県尼崎市丸島町46-1
- 中国

広島県広島市安佐北区安佐町久地6-2
- 九州

福岡県大野城市御笠川3丁目1-8

## 国外法人
- アメリカ

KOBELCO CRANES NORTH AMERICA INC.
10845 Train Court, Houston, Texas 77041, U.S.A
- ヨーロッパ

KOBELCO CRANES EUROPE LTD.（イギリス）
Unit 9, The Felbridge Centre, East Grinstead, West Sussex RH19 1XP, U.K.
KOBELCO CRANES EUROPE The Netherlands branch office （オランダ）
Argonweg 135, 1362 AD Almere, The Netherlands
- UAE

KOBELCO CRANES MIDDLE EAST FZE.
W/H No. Q3-001/002, SAIF Zone, P.O.Box 121361, Sharjah, U.A.E.
- シンガポール

KOBELCO CRANES SOUTH EAST ASIA PTE. LTD.
60, Pandan Road, Jurong, Singapore 609294
- 中国

KOBELCO CRANES (SHANGHAI) CO., LTD.
9-H, No.398 Huaihai Rd (M), Shanghai China
KOBELCO CRANES (CHENGDU) CO., LTD.
No.666, 5th South road, Chengdu Economic & Technological Development Zone, China
- インド

KOBELCO CRANES INDIA PVT. LTD.